# Vasfű

Verbena bonariensis

A vasfű vagy verbéna (Verbena) a vasfűfélék vagy verbénafélék (Verbenaceae) családjának mintegy 200 fajt számláló, névadó nemzetsége.

## Származása, élőhelye
Legtöbb fajuk Amerika trópusi-szubtrópusi területein él, de ebbe a nemzetségbe tartozik a vasfűfélék egyetlen, Magyarországon őshonos faja, a közönséges vasfű (Verbena officinalis) is. A kerti vasfű (V. x hybrida vagy V. x hortensis) több, amerikai faj keresztezésével létrehozott dísznövény.

## Tulajdonságaik
Egyes fajaik egynyáriak, mások évelők. A száruk többnyire lágy, de egyes évelő fajoké elfásul. Illatos virágaik álernyőkben vagy fürtökben nyílnak.

## Gyógyhatás
Megfázás esetén a vasfű képes kitisztítani az orrüregeket és a légutakat. Javítja az általános közérzetet, segít csökkenteni a magas vérnyomást. Hatékony étvágygerjesztő.

## Fontosabb fajai
| - Verbena alata - Verbena bonariensis - Verbena bracteata - Verbena brasiliensis - Verbena canadensis - Verbena carolina - Verbena corymbosa - Verbena elegans - Verbena gracilis - Verbena hastata | - Verbena hispida - Verbena incisa - Verbena laciniata - Verbena lasiostachys - Verbena macdougallii - Verbena menthifolia - Verbena officinalis - Verbena peruviana - Verbena phlogiflora - Verbena rigida | - Verbena robusta - Verbena runyonii - Verbena simplex - Verbena stricta - Verbena supina - Verbena tenera - Verbena tenuisecta - Verbena teucroides - Verbena urticifolia - Verbena xutha |